# 프랜시스 게리 파워스

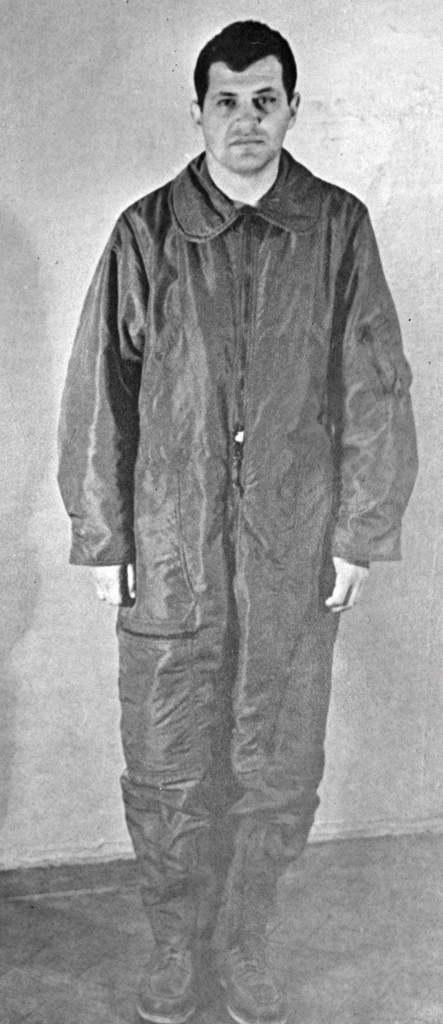

프랜시스 게리 파워스(Francis Gary Powers, 1929년 8월 17일 ~ 1977년 8월 1일)는 미국 CIA소속 록히드 U-2 첩보기 조종사로, 1960년 5월 1일 소련 영공 정찰 임무 수행 중 U-2기 사건으로 소련군의 미사일에 맞아 격추되었다.

## 같이 보기
- U-2기 사건
- 파켈 기계설계국